# Euchromia bourica
Euchromia bourica är en fjärilsart som beskrevs av Jean Baptiste Boisduval 1832. Euchromia bourica ingår i släktet Euchromia och familjen björnspinnare. Inga underarter finns listade i Catalogue of Life.